# Naturschutzgebiet Limmatspitz
Das Naturschutzgebiet «Limmatspitz» ist ein Schutzgebiet an der Aare und der Limmat im Kanton Aargau. Es besteht seit 1998 und wird von der Naturschutzorganisation Pro Natura, der fast die ganze Fläche gehört, betreut. Das Schutzobjekt der IUCN-Kategorie IV ist in der Weltdatenbank geschützter Gebiete verzeichnet. Es liegt in einem Landschaftsschutzgebiet und einem Auengebiet von nationaler Bedeutung.

## Lage
Das Reservat mit der Grösse von gut 10 Hektaren erstreckt sich über mehrere Parzellen auf der Landfläche und zwei Inseln nördlich der Ortschaft Vogelsang im Gebiet der Gemeinde Gebenstorf. Die schmale Halbinsel des Schachens zwischen den beiden Flüssen liegt auf 329 m ü. M. Die Stelle, wo sich das rechte Aareufer und das linke Ufer der Limmat treffen, wird mundartlich «Limetspitz» genannt; das Schutzgebiet umfasst neben diesem Mündungsbereich auch noch die Fläche der Stroppelinsel auf der anderen Seite der Limmat. Auf beiden Seiten dieses Flusses ist die Uferlandschaft durch Kanäle zerschnitten, die auch die verschiedenen Grundstücke des Schutzgebiets begrenzen: rechts liegt das Kraftwerk Stroppel und links das Kraftwerk Gebenstorf. Eine weitere geschützte Fläche liegt 300 Meter südlich am Rand der Ortschaft Vogelsang.

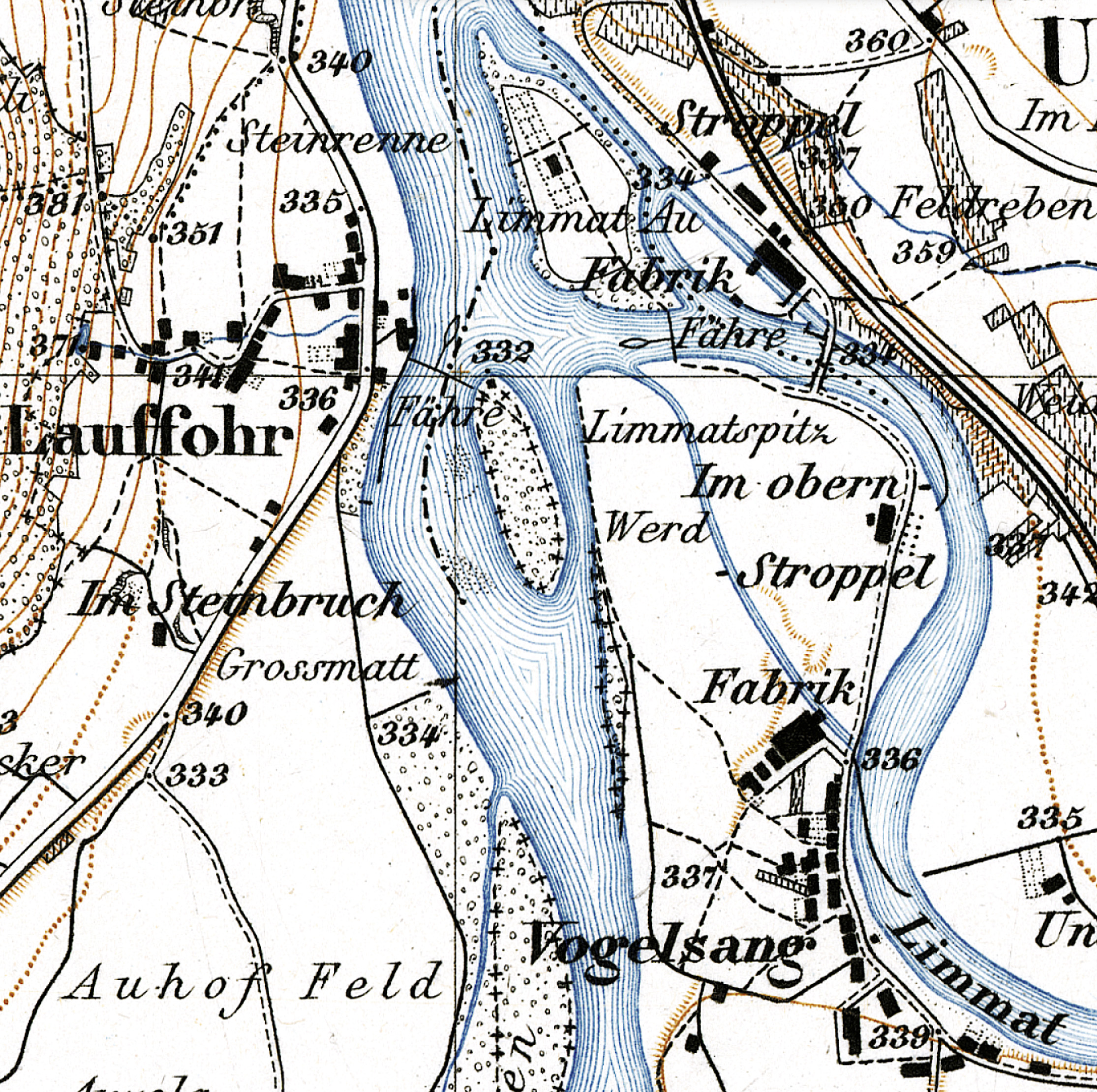
Ausschnitt aus der Siegfriedkarte (um 1920)

Die westlich vom Limmatspitz in der Aare liegende Insel gehört nicht zum Pro-Natura-Reservat, steht aber als bedeutende Naturfläche in der Auenlandschaft ebenfalls unter Schutz. Noch um 1900 waren die Nutzflächen auf den Aareinseln mit Fähren erreichbar, die auf dem Kartenausschnitt des Topographischen Atlas der Schweiz gekennzeichnet sind. Zeitweise bestand eine Brücke vom Gebenstorfer Schachen zur Fabrik Stroppel; sie war damals die letzte Brücke über die Limmat.
Das Pro-Natura-Schutzgebiet ist ein naturnaher Kernbereich der Flusslandschaft «Wasserschloss der Schweiz», in welcher die Aare 1,5 Kilometer oberhalb der Limmat auch die Reuss – und somit ihre beiden grössten Nebenflüsse – aufnimmt. Der Schriftsteller Hermann Hiltbrunner hat die Region deshalb «Dreistromland» genannt. Zum von Gewässern geprägten Naturraum gehören auch Areale in den Gemeinden Brugg, Windisch und Untersiggenthal. Etwa die Hälfte dieser rund vier Quadratkilometer grossen Auenlandschaft am Jurasüdfuss wurde seit dem 19. Jahrhundert für Wohn- und Gewerbesiedlungen, intensive landwirtschaftliche Kulturen sowie Infrastruktur- und Militäranlagen verbraucht, und auch die Auwälder wurden von den Gemeinden forstwirtschaftlich genutzt. Die zuletzt noch übrig gebliebene Naturzone an den Flüssen ist als Landschaftsschutzgebiet im Bundesinventar der Landschaften und Naturdenkmäler von nationaler Bedeutung und zudem als Auengebiet von nationaler Bedeutung geschützt. Das «Auengebiet Wasserschloss» bildet den zentralen Teil des vom Kanton aufgrund einer Volksabstimmung vom 6. Juni 1993 errichteten Auenschutzparks Aargau.

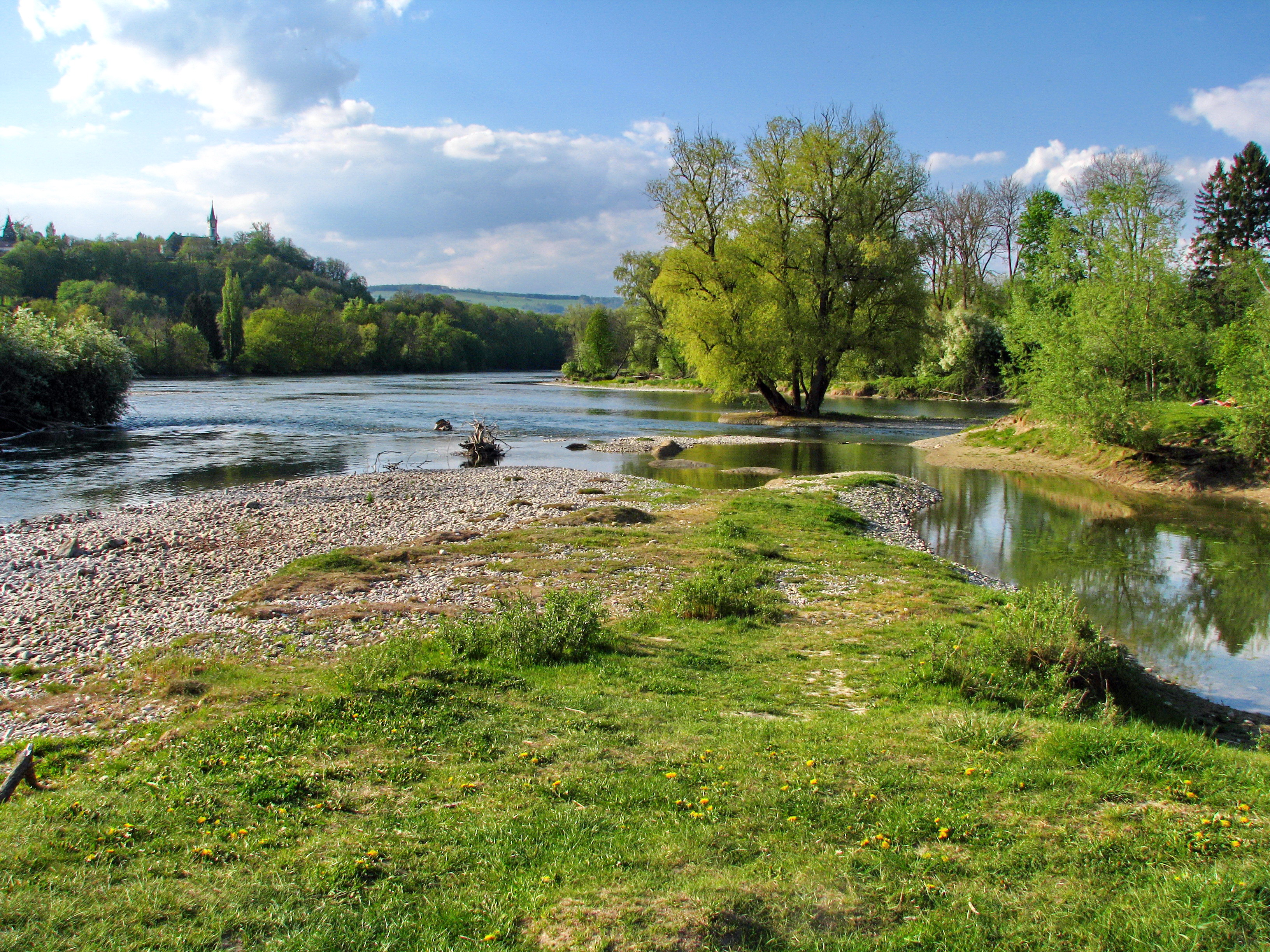
Renaturiertes Gebiet am Limmatspitz

## Naturlandschaft

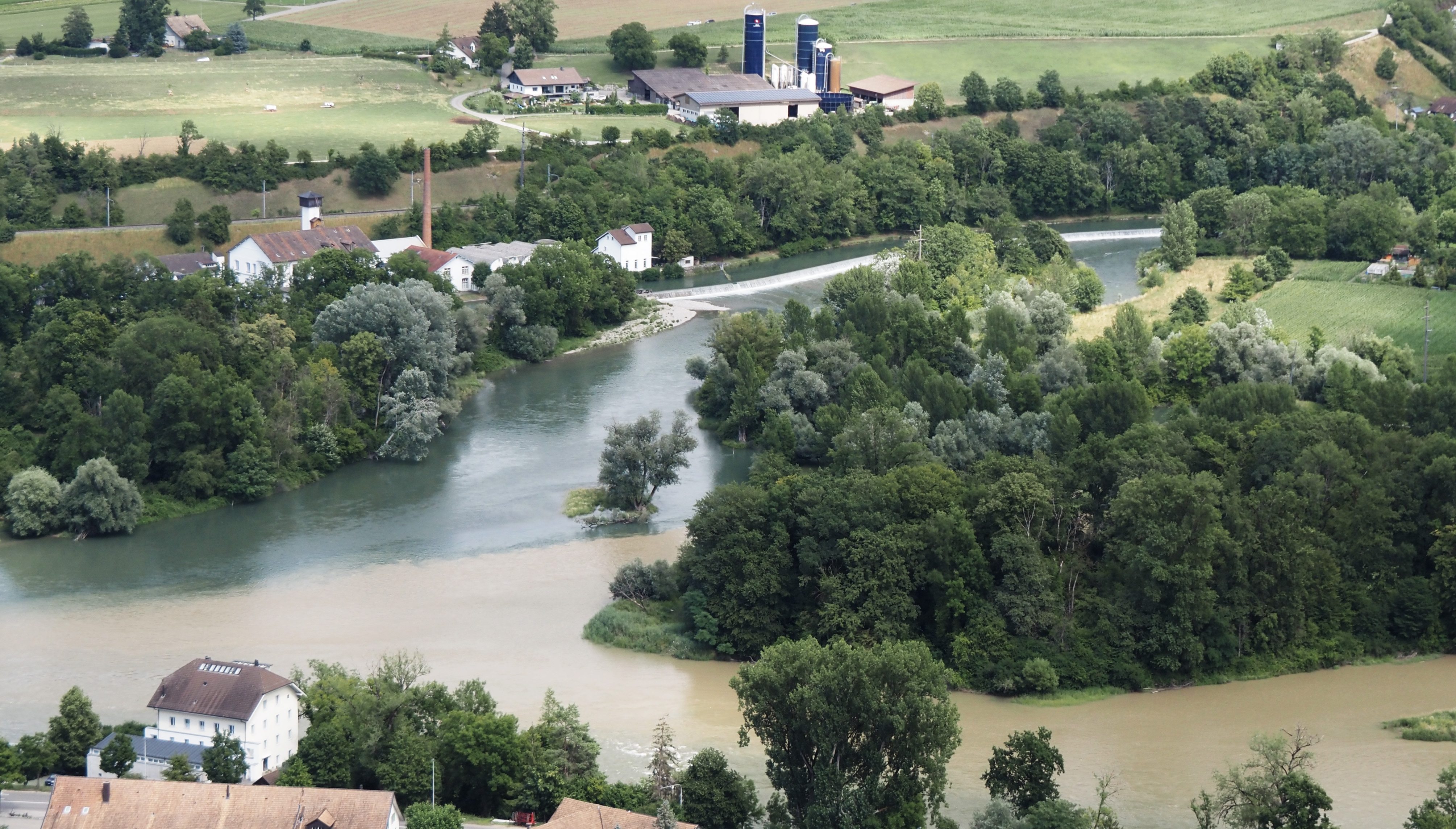
Am Limmatspitz (rechts) treffen die Limmat (von oben) und die Aare (unten) aufeinander: das Aarewasser ist manchmal wegen Hochwasser in der Reuss oder andern Zuflüssen durch Schwebstoffe braun gefärbt

Mehrere aargauische Naturschutzorganisationen setzten sich seit den 1960er Jahren für den gesetzlichen Schutz der durch Bauprojekte, technische Anlagen, wirtschaftliche Nutzung und Freizeitverkehr zunehmend bedrohten Flusslandschaft ein. Das Baudepartement des Kantons Aargau publizierte 1982 den ersten Entwurf für ein kantonales Dekret über das Wasserschloss, das am 28. Februar 1989 vom Grossen Rat des Kantons Aargau in Kraft gesetzt wurde.
1998 erwarb Pro Natura von der Firma BAG Turgi (Bronzewarenfabrik AG) mehrere Grundstücke im Schachengebiet bei Vogelsang, und später kamen weitere Parzellen dazu. Schrittweise überführte die Naturschutzorganisation das vorher mit Ausnahme der bewaldeten Uferbereiche landwirtschaftlich genutzte Gebiet in einen naturnahen Zustand. Der Boden in der Flussniederung besteht aus Sedimenten und Schotterschichten, die in einem älteren Flusstal von den Gletscherflüssen seit dem Eiszeitalter abgelagert wurden. 2003 liessen Pro Natura und der Kanton Aargau einige Bereiche mit schwerem Gerät verändern, um den Flussufern eine natürliche Gestalt zu geben und Amphibienweiher zu schaffen. In einem künstlichen Seitengerinne an der Limmat können sich ein Feuchtgebiet und der Auwald, in der Region üblicherweise «Schachenwald» genannt, entwickeln. An mehreren Stellen wurden Schwarz-Pappeln gepflanzt. Tiefer liegende Bereiche werden oft bei Hochwasser im Einzugsbereich der Aare überschwemmt; beim Alpenhochwasser 2005 und erneut beim schweren Hochwasser von 2021 stand sogar das ganze Land an den Ufern unter Wasser. Dank der Flussdynamik kann sich die Weichholzaue in einem grösseren Gebiet ausbreiten.
Bei Gebenstorf gab es um 1980 vom ursprünglichen Auwald fast nur noch Restbestände auf den Aareinseln. Der Gebüsch- und Waldsaum der Stroppelinsel ist dafür ein gutes Beispiel. Der Baumbestand umfasste in der Nähe des Flussbetts vor allem Grauerlen und Silber-Weiden, auf etwas höheren Terrassen auch Schwarzpappeln, Eschen, Ulmen, Eichen und Traubenkirschen, auf den höheren Geländekanten, zum Beispiel am Schachen bei Vogelsang, auch Buchen. Der Silberweiden-Auwald ist in der Schweiz nur noch auf Reliktstandorten auf wenigen Abschnitten an der Aare vorhanden.

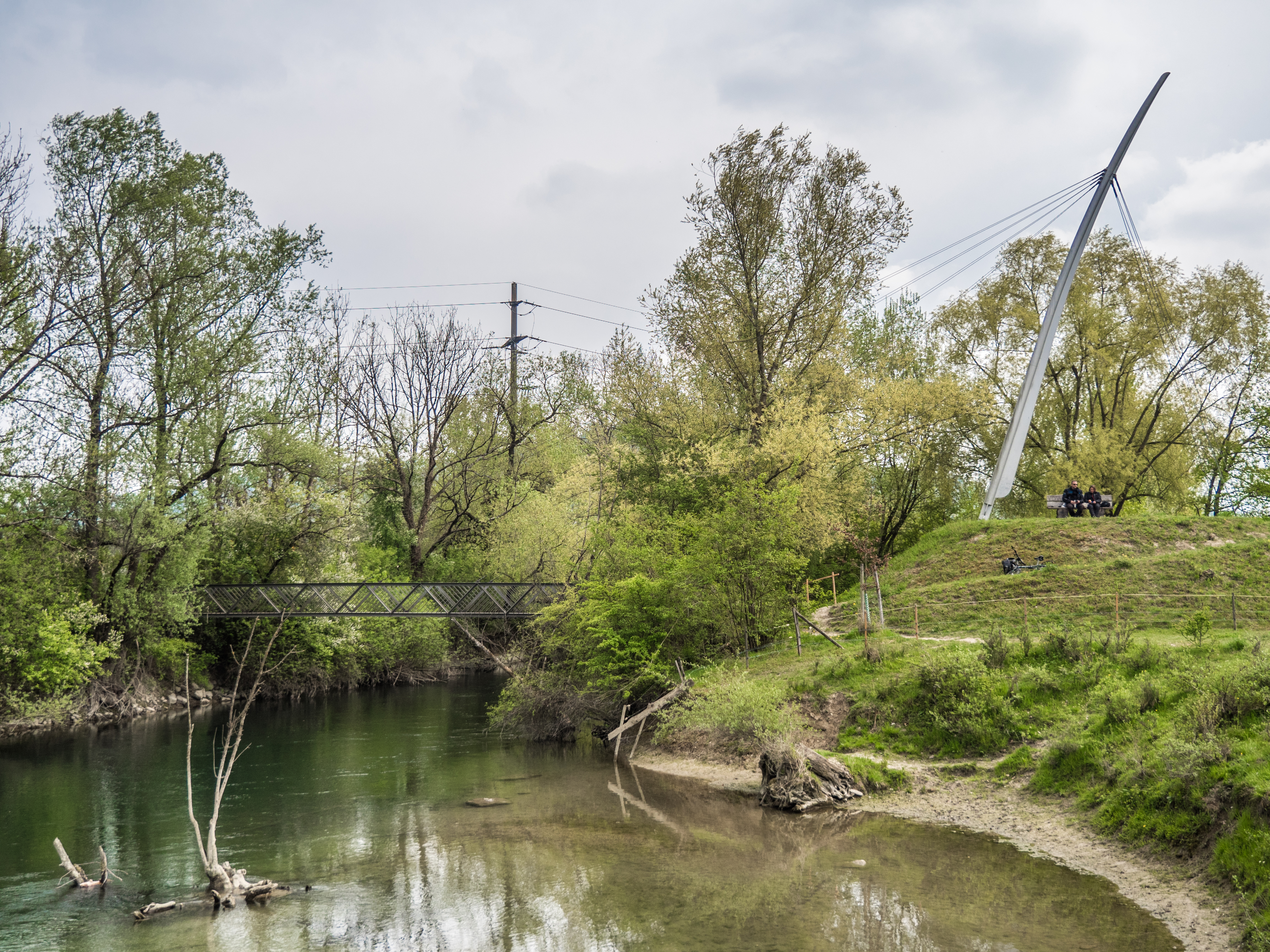
Die Schwanenfederbrücke

Eine neue Fussgängerbrücke, die «Schwanenfederbrücke», überspannt den Unterwasserkanal des Kraftwerks Gebenstorf und verbindet die Gebiete am «Limetspitz». Sie ist als leichte Schrägseilbrücke ausgeführt. Die Felddivision 5, deren Geschichte mit dem «Wasserschloss» eng verbunden ist, unterstützte den Bau des Stegs und brachte am Bauwerk Erinnerungsplaketten an.
Auf den offenen Weideflächen im Schutzgebiet grasen Schottische Hochlandrinder und verhindern die Verbuschung. Auch die Stroppelinsel hat zwischen dem Gehölzsaum eine Weidefläche. Die an das Schutzgebiet anschliessenden Felder bei Vogelsang werden weiterhin intensiv landwirtschaftlich genutzt.
Im Schutzgebiet und den neu geschaffenen seichten Flussabschnitten leben mehrere seltene Tierarten wie z. B. der Eisvogel, die Nase und die Äsche. Der Biber hat Reviere an den Flussufern in Beschlag genommen.

## Schutzziel
Für das Gebiet «Limmatspitz» sind aufgrund der Naturschutzvorschriften, des kantonalen Wasserschlossdekrets und der Zweckbestimmungen der Bundesinventare verschiedene Ziele definiert:
- Erhaltung der Auenlandschaft
- Förderung der natürlichen Flussdynamik
- Offenhalten der Flachgewässer
- Förderung des natürlichen Auwaldes
- Schutz der Lebensräume für seltene und gefährdete Tier- und Pflanzenarten
- Extensive Beweidung und Kontrolle von Problempflanzen
- Ermöglichen von Naturerlebnissen

Der letzte aufgeführte Punkt betrifft die offiziell anerkannte Funktion des Schutzgebiets als Naherholungszone. Bestimmte Stellen an den Flussufern und die Fusswege sind öffentlich zugänglich. Im Auftrag von Pro Natura Aargau bieten Fachleute eine professionelle Vermittlung der Naturlandschaft an.
Die Gemeinde Gebenstorf nahm in ihre Bau- und Nutzungsordnung (BNO) von 2021 die für die Schutzzonen gültigen Bestimmungen auf.